# Kompositionshanterare

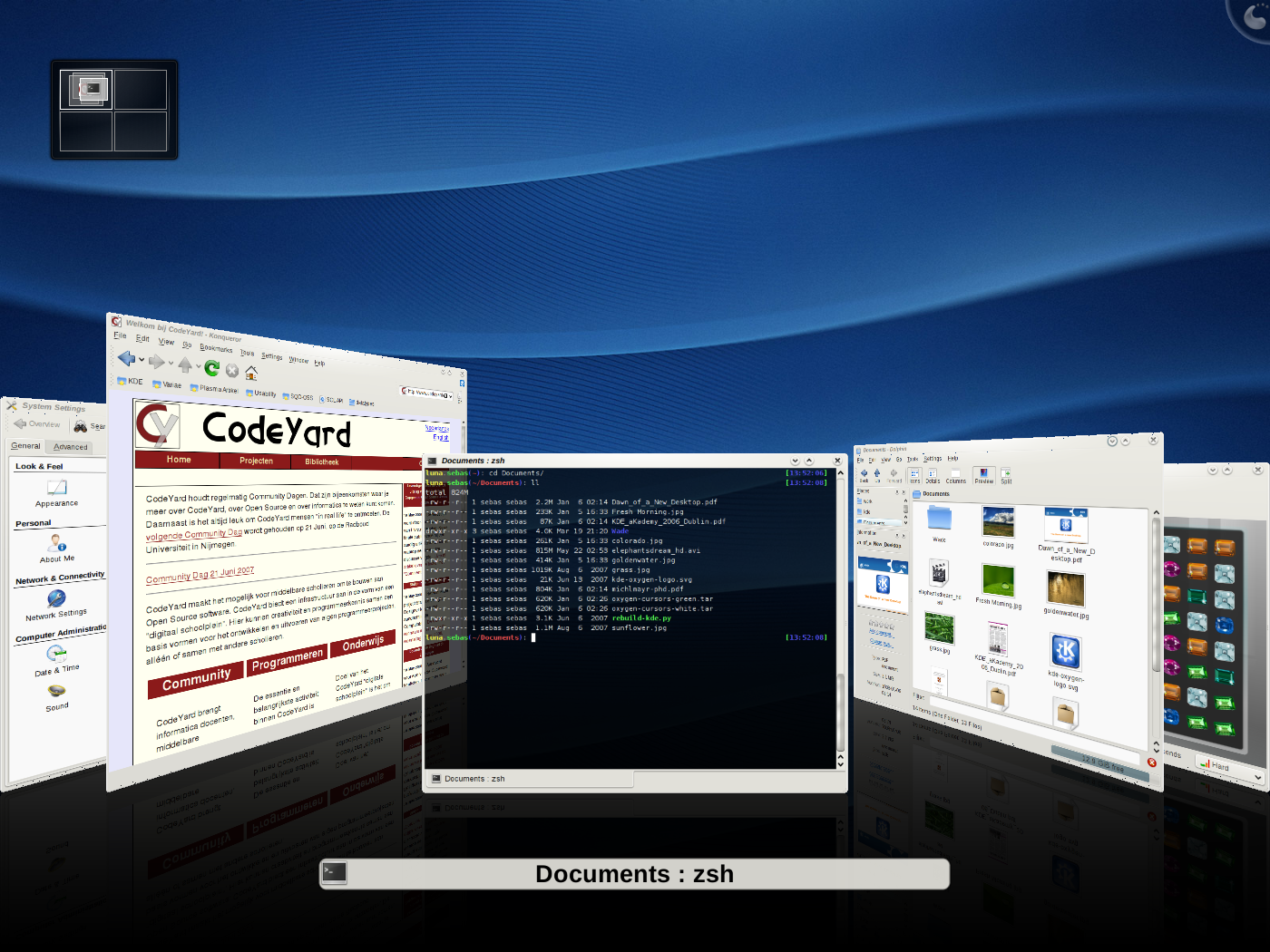
Fönsterbyteseffekt ("alt-tabbande") i KDE 4.1

En kompositionshanterare är en fönsterhanterare som gör att en dators grafiska utseende renderas med hjälp av 3D-effekter. Detta möjliggörs av tekniker som OpenGL och DirectX.
Kompositionshanteraren kan inte själv hantera den grafiska representationen av en dator, utan fokuserar på de fönster som finns på skärmen. Genom att se varje fönster som ett enskilt objekt renderas alla fönster separat och kan påverkas utan att de andra fönstren på skärmen påverkas på samma vis; fönster kan alltså ändra utseende på olika sätt samtidigt. 
Ofta ersätter kompositionshanteraren fönsterhanteraren, det vill säga titelrad och knappar på fönster. Genomskinlighet är en vanlig effekt som kompositionshanteraren kan ge titelrader eller hela fönster.
Fördelen med att rendera fönster som objekt är att de inte behöver visas på samma sätt (som nämnts ovan); en kompositionshanterare kan till exempel tona ned övriga fönster så att användaren kan fokusera på ett aktivt. Den kan även animera fönster, till exempel få fönstren på skärmen att snurra så att användaren kan få en överblick över öppna fönster. En välkänd effekt är den effekt som av Apple döpts till Exposé och först introducerades i Mac OS. Ofta kan hela skärmen, inte bara fönster, kontrolleras. Detta kan vara att tona ned skärmen när datorn stängs av.
Många operativsystem och fönsterhanterare har inbyggda kompositionshanterare som är direkt integrerade i systemet, medan andra kräver en separat mjukvara för att tillhandahålla dessa funktioner.
System som har inbyggda kompositionshanterare är bland andra Windows Vista, Mac OS och KDE.
Programmet Compiz som finns för Linux inför kompositionseffekter i skrivbordsmiljöer som inte stöder kompositionshantering från början.
KDE 4 använder terminologin sammansättning för att beskriva tekniken.